# بخش ددزا
بخش ددزا (انگلیسی: Dedza District) یکی از بخش‌های کشور مالاوی است.
این بخش ۳٬۶۲۴ کیلومتر مربع مساحت و ۴۸۶٬۶۸۲ نفر جمعیت دارد و مرکز آن شهر ددزا می‌باشد.